# Califfato di Hamdullahi
Il Califfato di Hamdullahi, noto nella storiografia anche come Impero di Macina (nella grafia francese) o Impero di Masina/Massina (nella grafia anglosassone) fu uno stato precoloniale esistito in Africa occidentale dal 1818 al 1862.

## Geografia
Il regno si sviluppava nell'area del delta interno del Niger, nelle regioni di Ségou, Mopti e Timbuctù dell'odierno Mali.

## Storia
Lo Stato fu fondato da Seku Amadu nel 1818 durante le jihad fulani dopo aver sconfitto l'Impero Bamana e i suoi alleati nella battaglia di Noukouma. Il califfato era uno degli stati teocratici più organizzati del suo tempo nel continente africano.
Ebbe tuttavia vita breve, dal momento che nel 1862 fu infine distrutto da Omar Saidou Tall dei Toucouleur.